# Sollevamento pesi ai Giochi della XXI Olimpiade - Pesi mediomassimi
La competizione della categoria pesi mediomassimi (fino a 90 kg) di sollevamento pesi ai Giochi della XXI Olimpiade si è svolta il giorno 25 luglio 1976 all'Aréna Saint-Michel di Montréal.

## Regolamento
La classifica era ottenuta con la somma delle migliori alzate delle seguenti 2 prove:
- Strappo
- Slancio

Su ogni prova ogni concorrente aveva diritto a tre alzate. In caso di parità vinceva il sollevatore che pesava meno.

## Risultati
| Pos.    | Atleta                    | Nazione          | Peso Atleta | Strappo | Strappo | Strappo | Strappo | Slancio | Slancio | Slancio | Slancio | Totale      |
| Pos.    | Atleta                    | Nazione          | Peso Atleta | 1       | 2       | 3       | Tot     | 1       | 2       | 3       | Tot     | Tot         |
| ------- | ------------------------- | ---------------- | ----------- | ------- | ------- | ------- | ------- | ------- | ------- | ------- | ------- | ----------- |
| Oro     | David Rigert              | Unione Sovietica | 89,35       | 165,0   | 165,0   | 170,0   | 170,0   | 202,5   | 212,5   | 212,5   | 212,5   | 382,5       |
| Argento | Lee James                 | Stati Uniti      | 88,50       | 152,5   | 160,0   | 165,0   | 165,0   | 190,0   | 190,0   | 197,5   | 197,5   | 362,5       |
| Bronzo  | Atanas Šopov              | Bulgaria         | 89,70       | 155,0   | 160,0   | 160,0   | 155,0   | 200,0   | 205,0   | 210,0   | 205,0   | 360,0       |
| 4       | György Rehus-Uzor         | Ungheria         | 89,10       | 157,5   | 157,5   | 162,5   | 157,5   | 192,5   | 192,5   | 192,5   | 192,5   | 350,0       |
| 5       | Peter Petzold             | Germania Est     | 89,25       | 152,5   | 152,5   | 157,5   | 152,5   | 192,5   | 200,0   | 200,0   | 192,5   | 345,0       |
| 6       | Alberto Blanco            | Cuba             | 90,00       | 152,5   | 152,5   | 155,0   | 152,5   | 192,5   | 192,5   | 197,5   | 192,5   | 345,0       |
| 7       | Yvon Coussin              | Francia          | 89,80       | 147,5   | 152,5   | 155,0   | 152,5   | 175,0   | 175,0   | 180,0   | 180,0   | 332,5       |
| 8       | Guðmundur Sigurðsson      | Islanda          | 89,80       | 145,0   | 150,0   | 150,0   | 145,0   | 187,5   | 187,5   | 187,5   | 187,5   | 332,5       |
| 9       | Gary Langford             | Regno Unito      | 89,05       | 140,0   | 145,0   | 147,5   | 147,5   | 180,0   | 180,0   | 185,0   | 180,0   | 327,5       |
| 10      | Jean-Pierre Van Lerberghe | Belgio           | 89,45       | 150,0   | 155,0   | 155,0   | 150,0   | 177,5   | 182,5   | 182,5   | 177,5   | 327,5       |
| 11      | Brian Marsden             | Nuova Zelanda    | 89,80       | 132,5   | 137,5   | 142,5   | 137,5   | 180,0   | 185,0   | 192,5   | 185,0   | 322,5       |
| 12      | Rudolf Hill               | Austria          | 89,75       | 140,0   | 145,0   | 145,0   | 140,0   | 180,0   | 180,0   | 187,5   | 180,0   | 320,0       |
| 13      | Ken Price                 | Regno Unito      | 89,15       | 137,5   | 142,5   | 142,5   | 137,5   | 170,0   | 170,0   | 175,0   | 170,0   | 307,5       |
| –       | Rolf Larsen               | Norvegia         | 89,35       | 140,0   | 140,0   | 145,0   | 140,0   | 180,0   | 180,0   | 180,0   | -       | DNF         |
| –       | Chrīstos Iakōvou          | Grecia           | 89,55       | 155,0   | 160,0   | 160,0   | 155,0   | 192,5   | 192,5   | 192,5   | -       | DNF         |
| –       | Michel Broillet           | Svizzera         | 89,90       | 165,0   | 165,0   | 170,0   | 165,0   | 197,5   | 197,5   | 197,5   | -       | DNF         |
| –       | Jaakko Kailajärvi         | Finlandia        | 88,90       | 145,0   | 155,0   | 150,0   | 155,0   | -       | -       | -       | -       | DNF         |
| –       | Sergej Poltorackij        | Unione Sovietica | 89,60       | 162,5   | 162,5   | 162,5   | -       | -       | -       | -       | -       | DNF         |
| –       | Phil Grippaldi            | Stati Uniti      | 88,80       | 145,0   | 150,0   | 155,0   | 150,0   | 197,5   | 205,0   | 210,0   | 205,0   | DSQ [355,0] |